# Yakovlev Yak-1000
Le Yakovlev Yak-1000 était un démonstrateur soviétique conçu pour tester une aile en delta tronqué, elle même issue de documents allemands capturés par l'armée rouge à la fin de la deuxième guerre mondiale. Ce concept etait couplée 
au turboréacteur Lyulka AL-5 (en). Des problèmes de stabilité en vol et de train d'atterrissage tandem ont empêché son vol après des essais de roulage.

## Contexte et description
En juin 1950, Yakovlev a reçu pour directive de développer un chasseur supersonique utilisant le turboréacteur AL-5, mais le retard de ce moteur a mené à une version d'essai avec le Klimov RD-500. Le prototype n'a jamais volé. Ses caractéristiques aérodynamiques ont néanmoins inspiré les ailes delta du MiG-21 et Sukhoi T-3 (en).

## Caractéristiques
Les caractéristiques techniques du Yakovlev Yak-1000 présentent une conception tout de même innovante pour son époque. Conçu pour accueillir un unique pilote, l'appareil mesure 11,69 mètres de longueur, sans compter la sonde de nez, et s’étend sur une envergure de 4,59 mètres. Sa masse maximale au décollage atteint les 2407 kg. Pour ses opérations, il emporte jusqu'à 597 litres de carburant, répartis dans des réservoirs avant et arrière.
Côté propulsion, le Yak-1000 est équipé d'un seul turboréacteur Klimov RD-500, un moteur à compresseur centrifuge qui génère une poussée de 15,9 kN. Ce moteur aurait permis (si cet appareil avait volé) d'atteindre une vitesse maximale estimée de 1100 km/h, une performance tout à fait notable pour un démonstrateur de cette époque.